# Bettlerkarspitze
La Bettlerkarspitze est une montagne culminant à 2 268 m d'altitude dans le massif des Karwendel en Autriche.

## Géographie
La Bettlerkarspitze se situe dans le chaînon du Sonnjoch entre le Falzthurnjoch et la Schaufelspitze.

## Ascension
La voie la plus facile part du refuge du Plumsjoch. Il existe un sentier jusqu'au sommet avec la croix. Après cela, la montée vers le sommet principal quelque peu exposé, une corde fixe permet de l'atteindre.
L'ascension par la crête est d'une difficulté niveau 2.